# 森谷まりん

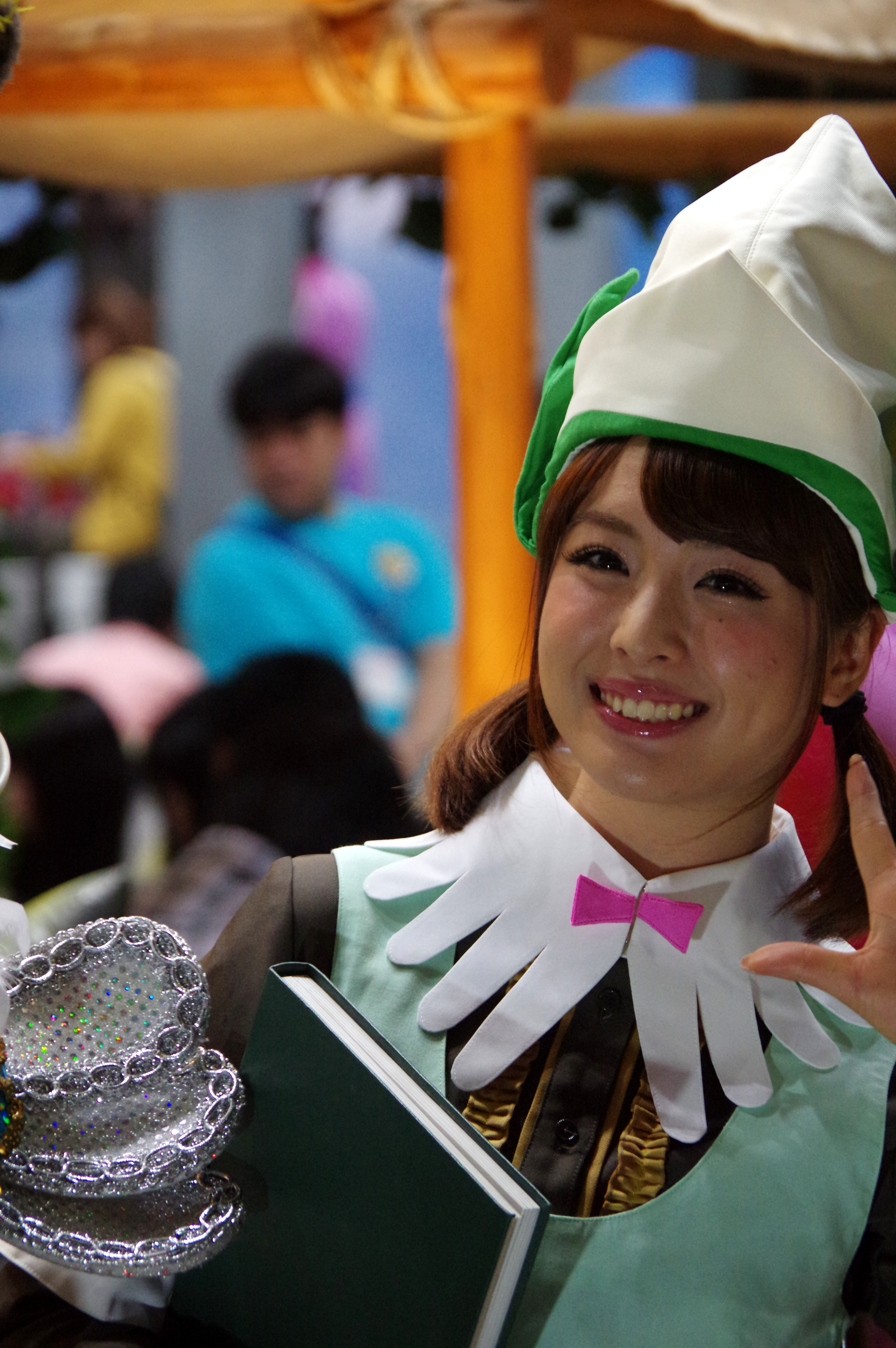
東京ゲームショウ2014で『モンスターハンター4G』の“パティ”のコスプレを披露（
2014年9月18日）

森谷 まりん（もりや まりん、1993年2月27日 - ）は、日本の地下アイドル。身長156cm。東京都出身。Production-I所属。元ポセイドンエンタテインメント所属。
主に女性アイドルグループ「DokiDoki☆ドリームキャンパス」のメンバーとして活動しているが、ミスマガジン2011にエントリーするなど、グラビアアイドルとしてのソロ活動も行っている。

## 作品

### シングルCD
※いずれも「DokiDoki☆ドリームキャンパス」のメンバーとして
1. yes, Do it! （2010年4月28日） - 大江朝美、高橋まどか、夏音と共演
2. キャラメル★ハート （2010年7月7日） - 高橋まどか、滝口成美、吉田ユウ、菜月アイルと共演
3. ぴんぽんダッシュ（2011年1月12日） - 高橋まどか、滝口成美、吉田ユウ、菜月アイル、仲里まゆ、夏音と共演
4. Jelly☆Beans (2011年8月23日)  - 高橋まどか、滝口成美、吉田ユウ、菜月アイル、夏音と共演

※「DokiDoki☆ドリームキャンパスのスピンオフユニットToki☆Doki」のメンバーとして
1. Shooting☆tar (2012年4月2日)  - 菜月アイル、末永みゆと共演

### オムニバスアルバム
- アニメージュ32周年企画『アニメ☆ダンス BEST GIG』(FARM RECORDS、2010年5月26日) 
  - 止マレ! - アニメ「涼宮ハルヒの憂鬱」より

### DVD
1. はじめまして♪ 森谷まりん17歳です♪（2011年4月8日、渋谷ミュージック）
2. 沖縄マリン（2011年7月22日、 渋谷ミュージック）
3. 沖縄マリン☆離島編（2011年12月16日、渋谷ミュージック）
4. 初めてでもわかる森谷まりんの扱い方（2012年8月18日、アテナ音楽出版）
5. ミスアテナ2012 vol7（2012年11月17日、アテナ音楽出版）
6. 写真集　アイロボ　着物（2015年3月23日、オリガミ）

## 出演

### イベント
- 東京ゲームショウ「CAPCOMブース」モデル・コンパニオン（2014年、2015年、2016年、2017年[注 1]）

### 舞台
- ONEICHAN'S TWELVE〜DEAD MAN'S CHEST〜（劇団女神座、2010年）
- 踊るOH!遊戯（2013年7月11日-15日、横浜相鉄本多劇場）